# Coleophora spinella
The Apple-and-Plum Casebearer (Coleophora spinella) là một loài bướm đêm thuộc họ Coleophoridae. Nó được tìm thấy ở châu Âu.
Sải cánh dài 10–12 mm. Con trưởng thành bay từ tháng 6 đến tháng 7 tùy theo địa điểm.
Ấu trùng ăn Crataegus, Apple, Prunus cerasus, Prunus spinosa (and perhaps other Prunus), Pyrus communis' (and perhaps other Pyrus)', Sorbus và Cotoneaster.